# 龍石站
龍石站（日语：／ Tatsuishi eki */?）是位於長崎縣南島原市西有家町龍石5082番17號，島原鐵道島原鐵道線的已停用車站。

## 歷史
- 1926年（大正15年）7月2日 - 口之津鐵道車站啟用[1]。
- 1943年（昭和18年）7月1日 - 公司合併，成為島原鐵道車站。
- 1960年（昭和35年）7月5日 - 撒走列車交會設備。
- 1962年（昭和37年）9月1日 - 結束貨物業務。
- 1966年（昭和41年）9月1日 - 成為無人車站。
- 1986年（昭和61年）8月 - 現時的候車室竣工。
- 2008年（平成20年）4月1日 - 隨著島原外港站至加津佐站之間廢止，此站也永久停用。

## 車站構造
此站是地面車站，設有1面1線的單式月台。此站沒有車站大樓，只有使用預製件裝嵌的候車室。此站是無人車站。

## 車站周邊
車站對開的是有明海，對面岸為熊本縣。車站附近較多住宅，沒有商店。
- 南島原市立龍石小學（日语：南島原市立龍石小学校）
- 西有家龍石簡易郵局
- 國道251號（日语：国道251号）

## 使用狀況
在此站最後的一個營業年度（2007年度），一年總乘車人次為9,249人，下車人次為9,970人。
以下為一年總乘車人次和下車人次變化。
| 年度               | 一年總 乘車人次 | 一年總 下車人次 |
| ------------------ | --------------- | --------------- |
| 1997年（平成09年） | 11,592          | 12,027          |
| 1998年（平成10年） | 13,256          | 14,069          |
| 1999年（平成11年） | 11,113          | 11,572          |
| 2000年（平成12年） | 9,866           | 9,438           |
| 2001年（平成13年） | 10,391          | 9,875           |
| 2002年（平成14年） | 10,420          | 10,341          |
| 2003年（平成15年） | 11,613          | 11,268          |
| 2004年（平成16年） | 11,323          | 10,898          |
| 2005年（平成17年） | 12,529          | 12,180          |
| 2006年（平成18年） | 10,844          | 10,732          |
| 2007年（平成19年） | 9,249           | 9,970           |

## 相鄰車站
島原鐵道
島原鐵道線
西有家－龍石－北有馬

## 注腳
1. ↑  「地方鉄道運輸開始」『官報』1926年7月8日（國立國會圖書館數碼化收藏）
2. ↑  第56版（平成21年）長崎統計年鑑 （页面存档备份，存于）（日語） - 長崎縣
3. ↑  長崎縣統計年鑑  （页面存档备份，存于）（日語）